# Wapen van Chaumont-Gistoux

Wapen van Chaumont-Gistoux (1909-1977, 1998-).

Het wapen van Chaumont-Gistoux is het heraldisch wapen van de Waals-Brabantse gemeente Chaumont-Gistoux. Dit wapen werd op 27 september 1909 voor het eerst aan de gemeente Chaumont-Gistoux toegekend en op 11 september 1998 in ongewijzigde vorm aan de fusiegemeente Chaumont-Gistoux toegekend.

## Geschiedenis
Na de fusionering in 1977 van Chaumont-Gistoux, Bonlez, Corroy-le-Grand, Dion-Valmont en Longueville tot de fusiegemeente Chaumont-Gistoux zou het tot 1995 duren alvorens de gemeenteraad eruit raakte welk wapen men voor de fusiegemeente wou gebruiken en diende men een aanvraag in om het oude wapen van Chaumont-Gistoux in ongewijzigde vorm over te nemen voor de fusiegemeente. Dit reeds in 1909 aan de toen nog niet gefusioneerde gemeente Chaumont-Gistoux toegekende wapen ging terug op het wapen van de familie de Lummen die sinds de 14e eeuw de heerlijkheid Chaumont in haar bezit had.

## Blazoenering
Het wapen heeft de volgende blazoenering:
De gueules au lion d'argent, la queue fourchue et passée en sautoir, armé, lampassé et couronné d'or, à une cotice de sable brochant sur le tout.
Van keel met een leeuw van zilver, de staart gespleten, geklauwd, getongd en gekroond van goud, met een smalle schuinbalk van sabel over het geheel.— Omschrijving sinds 27 september 1909 (zelfde als die van 11 september 1998).